# 송주호
송주호(宋周浩, 1988년 7월 11일 ~ )은 전 KBO 리그 한화 이글스의 외야수이다.

## 한국 프로야구 시절

### 삼성 라이온즈시절
2007년 신고선수로 입단했으나, 1군에 오르지 못하고 2010년에 방출당했다.

## 한국 독립야구 시절

### 고양 원더스시절
이후 중앙고등학교 시절 감독으로 함께 했던 계형철이 입단 테스트 자리를 마련해 주며 SK 와이번스의 마무리 캠프까지 함께했다. 그러나 SK 와이번스 입단에 실패한 후 특전사에 입대하여 현역 복무를 마쳤다. 제대한 후 고양 원더스에 입단했으며, 당시 감독이었던 김성근의 권유로 외야수로 전업하였다. 2013년 5월 25일 한화 이글스의 부름을 받아 이적했다.

## 한국 프로야구 복귀

### 한화 이글스시절
이정훈 2군 감독이 눈여겨보게 되어 다시 기회를 잡아 2013년 5월 31일 한화 이글스에 합류했고, 6월 27일 정식 선수로 등록된 뒤 다음 날 데뷔 첫 1군에 등록되어 대주자로 출전하며 프로 첫 득점에 성공했다. 7월 9일 두산 베어스전에서 데뷔 첫 안타를 기록했다.
2016년 4월 2일 LG 트윈스와의 개막전은 그의 인생 경기라고 할 수 있을 정도로 활약했다.

## 출신 학교
- 서울효제초등학교
- 중앙중학교
- 중앙고등학교
- 한국방송통신대학교

## 통산 기록
| 연도 | 팀명  | 타율  | 경기 | 타수 | 득점 | 안타 | 2루타 | 3루타 | 홈런 | 타점 | 도루 | 도실 | 볼넷 | 사구 | 삼진 | 병살 | 실책 |
| ---- | ----- | ----- | ---- | ---- | ---- | ---- | ----- | ----- | ---- | ---- | ---- | ---- | ---- | ---- | ---- | ---- | ---- |
| 2013 | 한화  | 0.129 | 28   | 31   | 5    | 4    | 0     | 0     | 0    | 0    | 0    | 2    | 2    | 0    | 8    | 0    | 0    |
| 2014 | 한화  | 0.136 | 17   | 22   | 5    | 3    | 0     | 0     | 0    | 2    | 1    | 0    | 4    | 0    | 7    | 0    | 0    |
| 2015 | 한화  | 0.200 | 121  | 140  | 18   | 28   | 6     | 0     | 1    | 9    | 6    | 1    | 7    | 1    | 36   | 1    | 3    |
| 2016 | 한화  | 0.106 | 33   | 47   | 3    | 5    | 0     | 0     | 0    | 1    | 0    | 2    | 3    | 0    | 12   | 1    | 0    |
| 통산 | 4시즌 | 0.167 | 199  | 240  | 31   | 40   | 6     | 0     | 1    | 12   | 7    | 5    | 16   | 1    | 63   | 2    | 3    |